# Marcinek (Grande-Pologne)
Pour l’article homonyme, voir Marcinek.
Marcinek est une localité polonaise de la gmina de Margonin, située dans le powiat de Chodzież en voïvodie de Grande-Pologne.